# Hooper (Familienname)
Hooper ist ein englischer Familienname.

## Herkunft und Bedeutung
Hooper ist ein Berufsname und leitet sich vom Hersteller von Reifen für Fässer ab.

## Namensträger
- Anne Hooper (Protestantin) (Anne de Tscerlas; † 1555), flämische protestantische Aktivistin
- Anne Hooper (Sexualtherapeutin) (* 1941), britische Sexualtherapeutin und Autorin
- Annie Hooper (1897–1986), US-amerikanische Künstlerin der Outsider Art
- Austin Hooper (* 1994), US-amerikanischer Footballspieler
- Ben W. Hooper (1870–1957), US-amerikanischer Politiker
- Benjamin Stephen Hooper (1835–1898), US-amerikanischer Politiker
- Brian Hooper (* 1953), britischer Stabhochspringer
- Carl Hooper (* 1966), westindischer Cricketspieler
- Charmaine Hooper (* 1968), kanadische Fußballspielerin
- Chip Hooper (* 1958), US-amerikanischer Tennisspieler
- Chris Hooper (* 1991), US-amerikanischer Basketballspieler
- Damien Hooper (* 1992), australischer Profiboxer
- Darrow Hooper (1932–2018), US-amerikanischer Kugelstoßer
- David Hooper (1915–1998), englischer Schachspieler
- Dirk Hooper (* 1969), US-amerikanischer Fotograf und Künstler
- Donald M. Hooper (* 1945), US-amerikanischer Lehrer und Politiker
- Edmund Hooper (* um 1553–1621), englischer Organist und Komponist
- Emmet T. Hooper (1911–1992), US-amerikanischer Mammaloge und Hochschullehrer
- Gary Hooper (* 1988), englischer Fußballspieler
- Gloria Hooper, Baroness Hooper (Gloria Dorothy Hooper; * 1939), britische Adlige, Anwältin und Politikerin
- Gloria Hooper (Leichtathletin) (* 1992), italienische Leichtathletin
- Harry Hooper (Baseballspieler) (1887–1974), US-amerikanischer Baseballspieler
- Harry Hooper (Fußballspieler, 1900) (1900–1963), englischer Fußballspieler
- Harry Hooper (Fußballspieler, 1910) (1910–1970), englischer Fußballspieler
- Harry Hooper (Fußballspieler, 1933) (1933–2020), englischer Fußballspieler
- Jess Hooper, US-amerikanischer Rockabilly-Musiker
- John Hooper (1495–1555), englischer Bischof von Gloucester und Bischof von Worcester
- Johnny Hooper (* 1997), US-amerikanischer Wasserballspieler
- Johnson J. Hooper (1815–1863), US-amerikanischer Humorist
- Joseph L. Hooper (1877–1934), US-amerikanischer Politiker
- Kate Hooper (* 1978), australische Wasserballspielerin
- Kay Hooper (* 1958), US-amerikanische Schriftstellerin
- Louis Hooper (1894–1977), kanadischer Jazzpianist
- Lyndon Hooper (* 1966), kanadischer Fußballspieler
- Marian Hooper Adams (1843–1885), US-amerikanische High-Society-Lady der Washingtoner Gesellschaft und Hobbyfotografin
- Mary Hooper (Schriftstellerin, 1829) (1829–1904), englische Schriftstellerin
- Mary Hooper (Schriftstellerin, 1948) (* 1948), englische Schriftstellerin
- Mary Hooper (Politikerin), US-amerikanische Politikerin (Vermont)
- Mike Hooper (* 1964), englischer Fußballtorhüter
- Natrena Hooper (* 1991), guyanische Leichtathletin
- Natricia Hooper (* 1998), guyanische Dreispringerin
- Nellee Hooper (* 1963), britischer Produzent von Rockmusik-Gruppen
- Nicholas Hooper (* 1952), britischer Filmkomponist
- Ofelia Hooper (1900–1981), panamaische Soziologin und Dichterin
- Patrick Hooper (1952–2020), irischer Marathonläufer
- Robert Hooper (Physiker) (1773–1835), britischer Physiker
- Robert Hooper (Schwimmer) (1917–2001), kanadischer Schwimmer
- Samuel Hooper (1808–1875), US-amerikanischer Politiker
- Selden G. Hooper (1904–1976), US-amerikanischer Admiral
- Simon Hooper (* 1982), englischer Fußballschiedsrichter
- Stephen Douglas Hooper (1946–2011), US-amerikanischer Künstler
- Steve Hooper (* 1970), britischer Schauspieler und Model
- Stix Hooper (* 1938), US-amerikanischer Musiker und Musikfunktionär
- Sugar Lee Hooper (1948–2010), niederländische Sängerin und Entertainerin
- Tobe Hooper (1943–2017), US-amerikanischer Filmregisseur, Produzent und Autor
- Tom Hooper (Eishockeyspieler) (1883–1960), kanadischer Eishockeyspieler
- Tom Hooper (* 1972), britischer Film- und Fernsehregisseur
- William Hooper (1742–1790), britisch-amerikanischer Gründervater
- William Henry Hooper (1813–1882), US-amerikanischer Politiker
- William Leslie Hooper (1855–1918), US-amerikanischer Physiker
- Willoughby Wallace Hooper (1837–1912), britischer Kriegsfotograf